# Język moma
Język moma, także: kulawi (koelawi), kulawi-moma (moma-kulawi) – język austronezyjski używany w prowincji Celebes Środkowy w Indonezji. Według danych z 1978 r. posługuje się nim 5500 osób.
Nazwa „moma” pochodzi od miejscowej formy przeczenia. Określenie „kulawi”, pochodzące od nazwy doliny, jest niejednoznaczne; bywa bowiem odnoszone także do języka uma. Dla ujednoznacznienia stosuje się określenia „kulawi północny” i „kulawi-moma” bądź „moma-kulawi” .
Moma jest bardzo blisko spokrewniony z językiem lindu (o odrębności obu języków decydują czynniki geograficzne i społeczne). Z perspektywy historycznej mógłby być rozpatrywany jako odmiana języka kaili, lecz jest od niego dość odrębny ze względu na wpływy słownikowe uma. Wyróżnia się trzy dialekty: moma standardowy (dominujący, o dużej liczbie użytkowników), tomado i tado pantolobete. 
Według doniesień z 2010 r. pozostaje preferowanym środkiem komunikacji. Jest wykorzystywany w kontaktach swobodnych, również wśród najmłodszego pokolenia, a także w tradycyjnych obrzędach. W sferze religijnej, edukacji i administracji zdecydowanie dominuje język indonezyjski.
W XXI w. powstały słowniki poświęcone językowi moma (Kamus Bahasa Indonesia-Kulawi, 2012 ; Kamus Saku Bahasa Moma-Kulawi..., 2015 ). W XX w. pewne wczesne dane gramatyczne i leksykalne, wraz z materiałami tekstowymi, opublikowali N. Adriani i S.J. Esser (Koelawische taalstudien, 1939). Jest zapisywany alfabetem łacińskim.